# کیم گرانت (تنیس‌باز)
 کیم گرانت (انگلیسی: Kim Grant؛ زاده ۱ مهٔ ۱۹۷۱) یک تنیس‌باز اهل آفریقای جنوبی است.